# Circonscription d'Amibara
La circonscription d'Amibara est une des 8 circonscriptions législatives de l'État fédéré de l'Afar, elle se situe dans la Zone 3. Son représentant actuel est Helemo Ferah.